# Adrien de Gerlache
Adrien Victor Joseph de Gerlache (2 de agosto de 1866 - 4 de dezembro de 1934) foi um oficial da Marinha Real Belga, que liderou a Expedição Antártica Belga em (1897-1899). Era o comandante do navio de pesquisa RV Belgica. Com casco de madeira o barco de propulsão a vapor e vela, foi construído em 1884 e tinha 336 toneladas.